# Янчук Василь Зіновійович
Василь Зіновійович Янчук (23 січня 1925, с. Мончин Погребищенського району Вінницької області, Української РСР — 5 вересня 2006) — засновник школи колгоспного права СРСР та аграрного права України, доктор юридичних наук, професор, Заслужений діяч науки і техніки України, академік Національної академії правових наук України, завідувач кафедрою аграрного, екологічного та трудового права Національного аграрного університету України, професор кафедри аграрного права Інституту післядипломної освіти.

## Біографія
Народився у родині селянина. З 1932 по 1938 рік навчався в Мончинецькій неповній середній школі Погребищенського району. З 1938 по 1940 рік — в Погребищенській районній середній школі. З 1940 по 1941 рік навчався у 9-му класі Сопинської середньої школи Погребищенського району, яку закінчив на відмінно. В цій школі він одночасно працював старшим піонервожатим.
У зв'язку з початком німецько-радянської війни разом із родиною був евакуйований в село Ключі Алтайського краю. В 1942—1943 роках навчався в 4-й Московській спеціальній артилерійській школі, де закінчив першу батарею (10 клас). Надалі був мобілізований до Дніпропетровського Червоного прапора артилерійського училища, яке закінчив у січні 1945 року. В лютому того ж року отримав звання молодшого лейтенанта і був направлений до артилерійського запасного полку. В квітні 1945 року потрапив на фронт, а 1 травня 1945 року вступив в Берлін разом з 5-ю ударною армією. Отримав важку контузію, частково втратив зір.
У 1945—1946 роках навчався в Свердловському юридичному інституті, у 1946—1950 роках — на юридичному факультету Київського університету ім. Тараса Шевченка. Там же у 1950—1953 роках навчався в аспірантурі. У січні 1954 року захистив кандидатську дисертацію на тему «Матеріальна відповідальність сторін за договором МТС з колгоспом» (науковий керівник — кандидат юридичних наук, доцент Індиченко Пантелеймон Дмитрович).
Працював на юридичному факультеті Київського державного університету імені Тараса Шевченка з 1952 до 1983 року, а до 1996 року — періодично на посадах викладача (з 1952 р.), доцента (з 1961 р.), професора, завідувачів з 1970 — завідувач кафедри цивільного права та з 1979 року кафедрою трудового, колгоспного і природоохоронного права.
У листопаді 1969 року захистив дисертацію на здобуття наукового ступеня доктора юридичних наук на тему «Теоретичні проблеми кодифікації законодавства про колгоспи» (спеціальність 12.00.06). У 1971 р. присвоєно вчене звання професора.

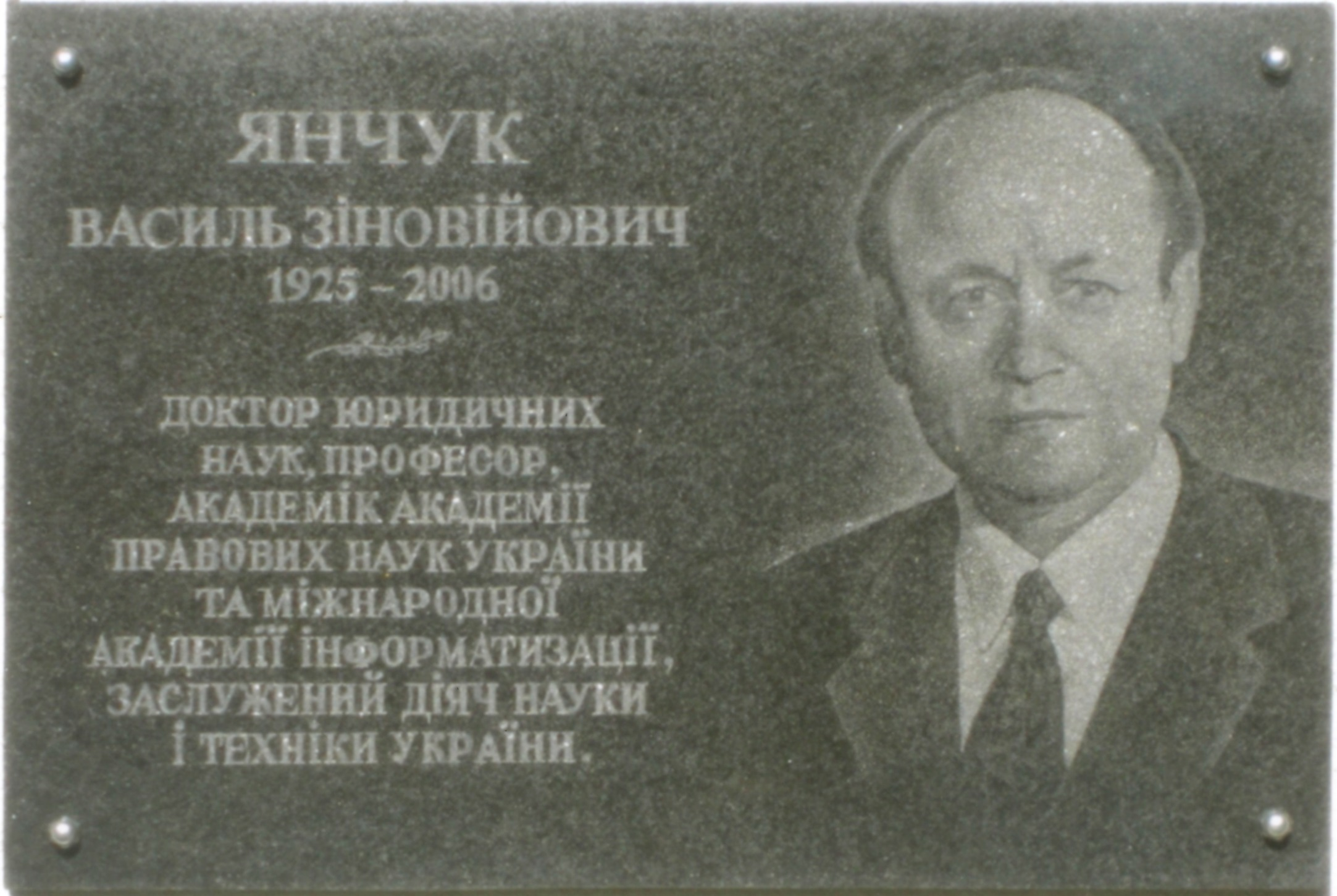
Пам'ятна дошка на батьківщині, в с. Мончин Погребищенського району Вінницької області

На юридичному факультеті Київського державного університету ім. Тараса Шевченка читав курс «Колгоспне право». Основними напрямками наукової і педагогічної діяльності були проблеми, земельного, колгоспного та сільськогосподарського права. Значну увагу приділяв дослідженню проблем кодифікації законодавства про колгоспи. Із пропозиціями про затвердження Примірного статуту колгоспу та його змісту неодноразово виступав на науково-практичних конференціях, які проводились на юридичному факультеті Київського університету. Дослідженню теоретичних проблем становлення колгоспного права присвячено ряд статей, надрукованих у Віснику Київського університету.
З 1984 року — завідувач сектора Київської філії Всесоюзного науково-дослідного інституту споживчої кооперації.
У жовтні 1992 року обраний дійсним членом Академії правових наук України.
В. З. Янчук був віце-президентом Спілки юристів-аграрників України. Також Янчук В. З. виступив ініціатором створення ряду наукових юридичних центрів та навчальних закладів, в тому числі в Національному аграрному університеті.
Помер Василь Зіновійович Янчук 05 вересня 2006 року. Похований на Південному кладовищі під Києвом.

## Публікації
Має близько 150 публікацій. Брав участь у написанні 6 підручників з основ права, а також 2 підручників з радянського права, в.т.ч. «Радянське колгоспне право» 1978 р. Під науковим керівництвом та у співавторстві В. З. Янчуком видано юридичні довідники для працівників сільського господарства в 1968, 1972, 1982, 1986 рр., «Відповідальність колгоспників за порушення трудової дисципліни» 1962 р., «Проблеми теорії колгоспного права» 1969 р., «Правове регулювання соціального страхування колгоспників» 1976 р., «Правове становище спеціалістів колгоспу» 1979 р., «Юридичний довідник для працівників сільського господарства» 1982 р., «Юридичний довідник працівників сільського господарства» 1986 р. а також «Науково-практичний коментар Примірного Статуту колгоспу» в 1988 р.
Співавтор підручників «Кооперативне право» 1988 р., «Аграрне право України. Практикум» 2001 р., «Земельний кодекс України. Науково-практичний коментар» 2003 р.
За ініціативою вченого та у співавторстві з ним видано в 1963, 1972, 1982, 1986 рр. «Збірники колгоспного законодавства», а в 1972 і 1979 рр. — «Збірники земельного законодавства». Є автором ряду наукових статей, рецензій, тез доповідей і повідомлень на міжнародних і республіканських теоретичних конференціях.

## Законотворча робота
Брав участь у законотворчій роботі, зокрема у підготовці проекту Закону «Про колективне сільськогосподарське підприємство», який за рекомендацією Кабінету Міністрів України був прийнятий Верховною Радою України 14 лютого 1992 р.
Особливо слід відзначити внесок вченого в дослідження загальнотеоретичних проблем колгоспного права, здійснені у монографічній та дисертаційній формах, відмічений колегами учнями та послідовниками вченого, де його наукові досягнення і зараз широко використовуються при підготовці та підвищені кваліфікації правників у галузі аграрного права. Також внесок вченого відмічений і спеціалістами у інших галузях права, що зумовлено комплексністю науки аграрного права. Праці Янчука В. З. і досі слугують основою для дослідницької роботи студентів та пошукувачів, в тому числі і з країни — колишніх республік СРСР.

## Родина
В. З. Янчук мав 2 дітей — Янчук Володимир Васильович (16.05.1956 — 26.06.1999) та Янчук (Грущинська) Ірина Василівна.
Володимир Янчук пішов по стопах батька, отримав вчений ступінь кандидата юридичних наук, був доцентом кафедри екологічного, земельного, трудового та аграрного права Київського національного університету ім. Тараса Шевченка, адвокатом.
Володимир — батько трьох синів: Богдана, Антона та Андрія.
Ірина — мати двох синів: Андрія та Ярослава (загинув 08.06.2022 в боях з РФ під Сєвєродонецьком Луганської області).